# Prionapteron tenebrella
Prionapteron tenebrella är en fjärilsart som beskrevs av George Francis Hampson 1896. Prionapteron tenebrella ingår i släktet Prionapteron och familjen Crambidae. Inga underarter finns listade i Catalogue of Life.